# Rosenbühl (Hof)
Rosenbühl ist ein Gemeindeteil der kreisfreien Stadt Hof (Regierungsbezirk Oberfranken, Bayern). Rosenbühl liegt in der Gemarkung Wölbattendorf und gehört zum Stadtteil Münsterviertel.

## Geografie
Östlich des Weilers steht auf dem Rosenbühl der Hofer Bismarckturm. Im Norden grenzt ein Gewerbegebiet an.

## Geschichte
Gegen Ende des 18. Jahrhunderts bestand Rosenbühl aus zwei Anwesen. Das bayreuthische Stadtvogteiamt Hof hatte das Hochgericht. Grundherren waren das Klosteramt Hof (1 Anwesen) und der Bürgermeister und Rat Hof (1 Anwesen).
Von 1797 bis 1810 unterstand Rosenbühl dem Justiz- und Kammeramt Hof. Infolge des Ersten Gemeindeedikts wurde Rosenbühl dem 1812 gebildeten Steuerdistrikt Köditz und der zugleich entstandenen Ruralgemeinde Wölbattendorf zugewiesen. Am 1. Juli 1972 wurde Rosenbühl im Zuge der Gebietsreform in Bayern nach Hof eingemeindet.

### Einwohnerentwicklung
| Jahr      | 1799  | 1819  | 1871   | 1885   | 1900   | 1925   | 1950   | 1961   | 1970   | 1987  |
| Einwohner | 11    | 9     | 12     | 18     | 17     | 12     | 10     | 11     | 10     | 16    |
| Häuser    | 2     |       |        | 2      | 2      | 2      | 2      | 2      |        | 3     |
| Quelle    | [ 5 ] | [ 6 ] | [ 10 ] | [ 11 ] | [ 12 ] | [ 13 ] | [ 14 ] | [ 15 ] | [ 16 ] | [ 1 ] |

## Religion
Rosenbühl ist evangelisch-lutherisch geprägt und bis heute nach St. Michaelis (Hof) gepfarrt.